# Lidia Grigorieva
Lidia Grigorieva (Rusia, 25 de enero de 1974) es una atleta rusa especializada en la prueba de 10000 m, en la que ha logrado ser medallista de bronce europea en 2006.

## Carrera deportiva
En el Campeonato Europeo de Atletismo de 2006 ganó la medalla de bronce en los 10000 m, con un tiempo de 30:32.72 segundos, llegando a meta tras su compatriota la también rusa Inga Abitova y la noruega Susanne Wigene (plata).